# Majunke Gedeon
Majunke Gedeon (Szepesszombat, 1855. május 9. – Szepesszombat, 1921. április 10./1922. április 23.) szlovák műépítész.

## Életpályája
A bécsi műegyetemen szerezte meg diplomáját 1872–1877 között. 1877–1880 között Bécsben végezte el a művészeti akadémiát is, melynek pályadíját egy ideális múzeumtervvel nyerte el. Ezután rövid ideig gróf Andrássy Manó betléri birtokán tevékenykedett. 1889–1913 között az MKE központi választmányi tagja volt. 1891-től az MKE poprádi ügynökség tagja volt. 1901-től az MTE Budapesti Osztály választmányi tagja volt. 1917-től az MTSz Műszaki bizottság elnökhelyettese volt.
A bécsi műegyetemre szóló tanári meghívást visszautasította.

### Munkássága
A Tátra nagy építésze lett. A tátrai üdülőhelyek, különösen Újtátrafüred majdnem minden jelentős épületét ő építette, de Ótátrafüreden, Tátralomnicon, Csorba-tón és sok Tátra alji városban is állanak klasszicista stílusú épületei. Több felvidéki kastélyt is restaurált és ő építette az akkori Magyarország legmagasabban – 2000 méteren – álló épületét, a Kis-Tarpataki-völgyi Téry menedékházat. A magyar turistaügy terén kifejtett munkássága elismeréséül egy tátrai gerinctoronyt róla neveztek el Majunke-toronynak.

## Családja
Szülei Majunke Anton és Kniesner Johanna voltak. 1884-ben megnősült, a boroszlói (Wroclaw) születésű Hergessel Alice-szal (1864-1940) kötött házasságából négy gyermekük született. Felesége a Vöröskeresztben jeleskedett, a szepesszombati helyi szervezet alapító elnöke volt.

## Épületei
- Klotild főhercegnő nyaralója (Csorbató)[3]
- Mária Terézia-lak – később Detvan (Csorbató)[4]
- Christian Hohenlohe herceg vadászkastélya (Felsőhági)
- Evangélikus templom (Újtátrafüred)
- Klotild főhercegnő nyaralója (ma Kamzík néven kormányüdülő)
- Tarpatakfüred fürdőépületei (Ótátrafüred)
- Téry menedékház (Ótátrafüred)
- Nagy étterem (Ótátrafüred)[5]
- Zerge villa – ma Mudroň (Alsótátrafüred)
- Aesculap villa – ma Kalinčiak (Alsótátrafüred)
- Őzike villa – ma Kollár (Alsótátrafüred)
- Sas villa (Alsótátrafüred)[6]
- Siketfajd villa (másik nevén Fajdkakas) – ma Sládkovič)
- Fürdőház[6]
- Gerlicze villa – ma Hollý
- Római katolikus templom (Tátralomnic)[7]
- Evangélikus templom (Tátralomnic)
- Villa Millenium (Tátraszéplak, ma Dukla)
- Villa Hermina (Tátraszéplak)
- Étterem (Újtátrafüred, 1875; ma mozi)
- Villa Marianna (Tátraszéplak, 1888)[6]
- Villa Themis (Tátraszéplak, 1888)[6]
- Szűz Mária Szeplőtelen Fogantatásának temploma (Ótátrafüred, 1888)
- Kávéház (Tátraszéplak, 1893)[6]
- Hotel Lomnic (Tátralomnic, 1893)
- Európa Szanatórium (Újtátrafüred, 1894)
- Bethlen-ház (Tátralomnic, 1894)[8]
- Turistaház (Tátralomnic, 1894)
- Fürdőház (Tátralomnic, 1894-1896[9]
- Fürdőház (Tátraszéplak, 1900 körül)[6]
- Villa Tivoli (Tátraszéplak, 1900 körül)
- Dr. Guhr szanatórium (Tátraszéplak, 1902)